# Eishockey-Weltmeisterschaft 1959

Logo der Eishockey-WM 1959 in der Tschechoslowakei

Die 26. Eishockey-Weltmeisterschaft und 37. Eishockey-Europameisterschaft wurde vom 5. bis zum 15. März 1959 in verschiedenen Städten der Tschechoslowakei ausgetragen. Mit 15 Teilnehmern gab es bei dieser WM einen neuen Nachkriegs-Teilnehmerrekord. Daher wurde wieder eine B-Gruppe eingerichtet (Europäisches Kriterium genannt), an der drei Teams sowie außer Konkurrenz eine B-Vertretung von Gastgeber Tschechoslowakei teilnahmen.
Die Auslosung für die WM-Gruppen erfolgte am 22. Januar 1959 in München.
Titelverteidiger Kanada, diesmal vertreten durch die Belleville McFarlands, triumphierte zum wiederholten Male im direkten Duell gegen die UdSSR und feierte seinen nunmehr 18. Triumph bei Welttitelkämpfen. Allerdings mussten sich die „Ahornblätter“ am Ende auf ihr besseres Torverhältnis verlassen, da sie am letzten Spieltag gegen Gastgeber Tschechoslowakei unterlagen. Die zweitplatzierte sowjetische Mannschaft musste sich wie schon im Vorjahr mit dem mittlerweile fünften EM-Titel zufriedengeben.
Zum ersten Mal gab es bei einer WM ein deutsch-deutsches Duell, welches die westdeutsche Auswahl deutlich mit 8:0 für sich entschied. Beide Teams hatten nichts mit der Medaillenvergabe zu tun.

## A-Weltmeisterschaft
Die A-Weltmeisterschaften wurde mit zwölf Teams nach dem bewährten Modus durchgeführt: Zunächst eine Vorrunde in drei Gruppen und anschließend eine Finalrunde (mit den jeweiligen Gruppensiegern und -zweiten) sowie eine Platzierungsrunde mit den übrigen Teams.

### Vorrunde

#### Gruppe A
| 5. März 1959 | Tschechoslowakei Jozef Golonka (2) Miroslav Vlach (2) Josef Černý Bohumil Prošek Ján Starší František Tikal Rudolf Potsch | 9:0 (3:0, 2:0, 4:0) | Schweiz | Bratislava Zuschauer: 12.000 |

| 5. März 1959 | Kanada Denis Boucher (12.) Red Berenson (14., 16.) Ike Hildebrand (17.) John McLellan (33.) Al Dewsbury (34.) George Gosselin (36.) Red Berenson (45.) Denis Boucher (54.) | 9:0 (4:0, 3:0, 2:0) | Polen | Bratislava Zuschauer: 12.000 |

| 6. März 1959 | Kanada John McLellan (4., 29., 30.) Denis Boucher (6., 45.) J. P. Payette (7., 57.) Bart Bradley (7., 13., 18.) Red Berenson (12., 25., 45.) Al Dewsbury (13., 60.) Jean-Paul Lamirande (17.) George Gosselin (18., 47., 54.) Pete Conacher (24.) Maurice Benoit (43., 57.) Floyd Crawford (58.) | 23:0 (10:0, 4:0, 9:0) | Schweiz | Bratislava Zuschauer: 12.000 |

| 6. März 1959 | Tschechoslowakei Jaroslav Jiřík (4.) Josef Černý (7.) Jozef Golonka (8.) Bohumil Prošek 15.) Jaroslav Jiřík (17.) Karol Fako (21.) Ján Starší (31.) Rudolf Potsch (34.) Karol Fako (41.) František Tikal (46.) Miroslav Vlach (53.) Jaroslav Jiřík (55.) Jozef Golonka (56.) | 13:1 (5:0, 3:0, 5:1) | Polen Józef Kurek (49.) | Bratislava Zuschauer: 12.000 |

| 7. März 1959 | Schweiz Bernhard Bagnoud (6.) Peter Stammbach (10.) Otto Schläpfer (16., ?., 35.) Peter Stammbach (10.) Hans-Martin Sprecher (37., ?.) Peter Stammbach | 8:3 (4:1, 2:1, 2:1) | Polen 1:1 Bronisław Gosztyła 5:2 Henrik Regula 8:3 Kazimierz Malysiak | Bratislava Zuschauer: 7.000 |

| 7. März 1959 | Tschechoslowakei Miroslav Vlach (43.) Jaroslav Jiřík (48.) | 2:7 (0:1, 0:6, 2:0) | Kanada Pete Conacher (12., 22., 30.) George Gosselin (31.) Red Berenson (37.) J. P. Payette (38.) Ike Hildebrand (40.) | Bratislava Zuschauer: 12.000 |

Abschlusstabelle
| RF | Team             | Sp | Sg | Un | NL | Tore  | TD  | Pkte. |
| -- | ---------------- | -- | -- | -- | -- | ----- | --- | ----- |
| 1  | Kanada           | 3  | 3  | 0  | 0  | 39: 2 | +37 | 6:0   |
| 2  | Tschechoslowakei | 3  | 2  | 0  | 1  | 24: 8 | +16 | 4:2   |
| 3  | Schweiz          | 3  | 1  | 0  | 2  | 8:35  | −27 | 2:4   |
| 4  | Polen            | 3  | 0  | 0  | 3  | 4:30  | −26 | 0:6   |

#### Gruppe B
| 5. März 1959 | UdSSR Jewgeni Groschew (7., 14.) Wiktor Jakuschew (ca. 41.) Konstantin Loktjew (ca. 53.) Nikolai Sologubow Igor Dekonski | 6:1 (2:0, 2:1, 2:0) Spielbericht | DDR Manfred Buder | Brünn Zuschauer: 9.000 |

| 5. März 1959 | USA Dick Meredith (6.) Weldon Olson (7.) Tommy Williams (18., 26.) Weldon Olson (33.) Bob Cleary (40.) Tommy Williams (43.) J. Westbye (58., 59.) Christian Petersen (59.) | 10:3 (3:0, 4:1, 3:2) | Norwegen Terje Hellerud (38.) Georg Smefjell (44.) Christian Petersen | Brünn Zuschauer: 10.000 |

| 6. März 1959 | USA Paul Johnson (2.) B. Turk (9.) Paul Johnson (14.) Bill Cleary (21.) B. Owen (23.) Tommy Williams (30.) Bob Cleary (46.) Paul Johnson (52.) Dick Meredith (58.) | 9:2 (3:0, 3:1, 3:1) Spielbericht | DDR Kurt Stürmer (39.) Gerhard Klügel (53.) | Brünn Zuschauer: 8.000 |

| 6. März 1959 | UdSSR Igor Dekonski (3) Wiktor Jakuschew (3) Jewgeni Groschew (2) Konstantin Loktew (2) Juri Krylow Wiktor Prjaschnikow Juri Baulin | 13:1 (7:1, 3:0, 3:0) | Norwegen U. Dalsören | Brünn Zuschauer: 10.000 |

| 7. März 1959 | Norwegen Willy Walbye (8.) Einar Bruno Larsen (11.) Terje Hellerud (21.) Olav Dalsøren (22.) Per Schjerwen Olsen (37., PS) Einar Bruno Larsen (46.) | 6:3 (2:2, 3:0, 1:1) Spielbericht | DDR Manfred Buder (7.) Joachim Franke (7.) Joachim Ziesche (42.) | Brünn Zuschauer: 7.000 |

| 7. März 1959 | UdSSR Alexei Guryschew (16., 28.) Juri Pantjuchow (48.) Wiktor Prjaschnikow (54.) Juri Pantjuchow (60.) | 5:3 (1:1, 1:1, 3:1) | USA Dick Meredith (9.) Bill Cleary (37.) Paul Johnson (57.) | Brünn Zuschauer: 12.500 |

Abschlusstabelle
| RF | Team     | Sp | Sg | Un | NL | Tore  | TD  | Pkte. |
| -- | -------- | -- | -- | -- | -- | ----- | --- | ----- |
| 1  | UdSSR    | 3  | 3  | 0  | 0  | 24: 5 | +20 | 6:0   |
| 2  | USA      | 3  | 2  | 0  | 1  | 22:10 | +12 | 4:2   |
| 3  | Norwegen | 3  | 1  | 0  | 2  | 10:26 | −16 | 2:4   |
| 4  | DDR      | 3  | 0  | 0  | 3  | 6:21  | −15 | 0:6   |

#### Gruppe C
| 5. März 1959 | Schweden Hans Mild (10.) Carl-Göran Öberg Göran Lysén Lars-Eric Lundvall Hans Svedberg Ronald Pettersson Lars-Eric Lundvall Ronald Pettersson Roland Stoltz Hans Svedberg Erling Lindström | 11:0 (3:0, 4:0, 4:0) | Italien | Ostrava Zuschauer: 6.000 |

| 5. März 1959 | Finnland | 5:3 (0:0, 1:2, 4:1) | BR Deutschland | Ostrava Zuschauer: 8.000 |

| 6. März 1959 | BR Deutschland | 7:2 (4:1, 1:0, 2:1) | Italien | Ostrava Zuschauer: 3.000 |

| 6. März 1959 | Schweden Ronald Pettersson Sigurd Bröms Roland Stoltz Hans Mild | 4:4 (2:1, 2:1, 0:2) | Finnland Yrjö Hakala Pertti Nieminen Teppo Rastio Raimo Kilpiö | Ostrava Zuschauer: 6.000 |

| 7. März 1959 | Finnland Raimo Kilpiö (9., 49., 56.) Teppo Rastio (58.) | 4:5 (1:2, 0:1, 3:2) | Italien Carmine Tucci (8.) Giulio Oberhammer (17., 30.) Ernesto Crotti (41.) Giovanni Furlani (55.) | Ostrava Zuschauer: 3.000 |

| 7. März 1959 | Schweden Lars-Eric Lundvall Erling Lindström Hans Svedberg Ronald Pettersson Anders Andersson Gösta Westerlund | 6:1 (0:0, 2:1, 4:0) | BR Deutschland Markus Egen | Ostrava Zuschauer: 8.500 |

Abschlusstabelle
| RF | Team           | Sp | Sg | Un | NL | Tore  | TD  | Pkte. |
| -- | -------------- | -- | -- | -- | -- | ----- | --- | ----- |
| 1  | Schweden       | 3  | 2  | 1  | 0  | 21: 5 | +16 | 5:1   |
| 2  | Finnland       | 3  | 1  | 1  | 1  | 13:12 | + 1 | 3:3   |
| 3  | BR Deutschland | 3  | 1  | 0  | 2  | 11:13 | - 2 | 2:4   |
| 4  | Italien        | 3  | 1  | 0  | 2  | 7:22  | −15 | 2:4   |

### Platzierungsrunde um die Plätze 7–12
| 9. März 1959 | DDR Kurt Stürmer Heinz Kuczera Wolfgang Blümel Manfred Buder Hans Frenzel | 5:1 (3:1, 1:0, 1:0) | Polen Józef Kurek (1.) | Kladno Zuschauer: 4.000 |

| 9. März 1959 | Norwegen Olav Dalsøren (2.) 2:2 Willy Walbye Olav Dalsøren (53.) Willy Walbye (55.) | 4:4 (1:2, 1:1, 2:1) | Schweiz Otto Schläpfer (5., 9.) 2:3 Peter Stammbach Otto Schläpfer (42.) | Mladá Boleslav Zuschauer: 5.000 |

| 9. März 1959 | BR Deutschland Gianfranco Da Rin (44., Eigentor) Hans Rampf (46.) | 2:2 (0:0, 0:2, 2:0) | Italien Ernesto Crotti (27.) Bernardo Tomei (38.) | Kolín Zuschauer: 3.000 |

| 10. März 1959 17:30 Uhr | Norwegen Olav Dalsøren (5., 24.) Christian Petersen (32., 53.) | 4:3 (1:3, 2:0, 1:0) | Italien Ernesto Crotti (2.) Giampiero Branduardi (12.) Bruno Frison (17.) | Kladno Zuschauer: 3.500 |

| 10. März 1959 17:30 Uhr | BR Deutschland Ernst Trautwein Markus Egen Xaver Unsinn Hans Huber Ernst Eggerbauer | 5:3 (1:1, 2:1, 2:1) | Polen S. Skotnicki (2) Andrzej Fonfara | Mladá Boleslav Zuschauer: 5.500 |

| 10. März 1959 17:30 Uhr | DDR Horst Heinze (7.) Hans Frenzel (11., 29.) Horst Heinze (33.) Hans Frenzel (58.) Joachim Ziesche (59.) | 6:2 (2:1, 2:0, 2:1) Spielbericht | Schweiz Otto Schläpfer (2.) Kurt Nobs (47.) | Kolín Zuschauer: 3.000 |

| 11. März 1959 17:30 Uhr | BR Deutschland Hans Rampf (2) Markus Egen (2) Paul Ambros (2) Alois Mayr Xaver Unsinn | 8:0 (2:0, 4:0, 2:0) | DDR | Kladno Zuschauer: 7.000 |

| 11. März 1959 17:30 Uhr | Italien Giuseppe Zandegiacomo1 (24.) Carmine Tucci (26.) Bernardo Tomei (32.) Enrico Bacher1 (53.) | 4:1 (0:0, 3:0, 1:1) | Schweiz Roger Chappot (42.) | Mladá Boleslav Zuschauer: 5.000 |

1 – Nach anderer Quelle (форум хоккейной статистики, s. Weblinks) schoss Enrico Bacher das erste Tor, wobei Zandegiacomo die Vorlage gab, und Ernesto Crotti schoss das letzte Tor.
| 11. März 1959 17:30 Uhr | Norwegen Christian Petersen (9.) Willy Walbye (17.) Per Schjerwen Olsen (35.) Roar Bakke (47.) | 4:3 (2:2, 1:0, 1:1) | Polen Józef Kurek (1., 11.) Marian Jezak (48.) | Kolín Zuschauer: 3.500 |

| 13. März 1959 17:30 Uhr | DDR Erich Novy (11.) Werner Künstler (19.) Joachim Ziesche (19.) Joachim Franke (22.) Joachim Ziesche (22.) Hans Frenzel (34.) Günter Heinicke (54.) Joachim Ziesche (55.) | 8:6 (3:3, 3:3, 2:0) | Italien Bernard Tomei (8., 9.) Bruno Frison (14.) Giulio Oberhammer (30.) Carmine Tucci (34.) Giampiero Branduardi (38.) | Kolín Zuschauer: 2.500 |

| 13. März 1959 17:30 Uhr | BR Deutschland Markus Egen (3) Ernst Trautwein (3) Kurt Sepp (2) Leonhard Waitl | 9:4 (3:2, 3:1, 3:1) | Norwegen Georg Smefjell Olav Dalsøren Willy Walbye Einar Bruno Larsen | Mladá Boleslav Zuschauer: 7.000 |

| 13. März 1959 17:30 Uhr | Polen Bronislaw Gosztyla (38.) 2:1 Józef Kurek | 2:1 (0:1, 1:0, 1:0) | Schweiz Otto Schläpfer (5.) | Kolín Zuschauer: 3.000 |

| 14. März 1959 17:30 Uhr | BR Deutschland Kurt Sepp (16.) Ernst Trautwein (16.) Hans Rampf (23.) Ernst Trautwein (39.) Paul Ambros Kurt Sepp (56.) | 6:0 (2:0, 2:0, 2:0) | Schweiz | Kladno Zuschauer: 3.000 |

| 14. März 1959 17:30 Uhr | Italien Carmine Tucci (24.) Giovanni Furlani (29.) Bruno Frison (47.) Giovanni Furlani (53.) Giancarlo Agazzi (53.) | 5:2 (0:1, 2:1, 3:0) | Polen Józef Kurek (15.) Bronislaw Gosztyla (33.) | Mladá Boleslav Zuschauer: 4.000 |

| 14. März 1959 17:30 Uhr | Norwegen Georg Smefjell (2) Roar Bakke Einar Bruno Larsen | 4:1 (1:0, 2:0, 1:1) | DDR Joachim Ziesche | Mladá Boleslav Zuschauer: 3.500 |

Abschlusstabelle
| RF | Team           | Sp | Sg | Un | NL | Tore  | TD  | Pkte. |
| -- | -------------- | -- | -- | -- | -- | ----- | --- | ----- |
| 1  | BR Deutschland | 5  | 4  | 1  | 0  | 30:09 | +21 | 9:1   |
| 2  | Norwegen       | 5  | 3  | 1  | 1  | 20:20 | ±0  | 7:3   |
| 3  | DDR            | 5  | 3  | 0  | 2  | 20:21 | −01 | 6:4   |
| 4  | Italien        | 5  | 2  | 1  | 2  | 20:17 | +03 | 5:5   |
| 5  | Polen          | 5  | 1  | 0  | 4  | 11:20 | −09 | 2:8   |
| 6  | Schweiz        | 5  | 0  | 1  | 4  | 08:22 | −14 | 1:9   |

### Finalrunde um die Plätze 1–6
| 9. März 1959 | Kanada Wayne Brown (2.) Pete Conacher (9.) Ike Hildebrand (19.) Red Berenson (27.) Pete Conacher (44.) Denis Boucher (52.) | 6:0 (3:0, 1:0, 2:0) | Finnland | Prag Zuschauer: 12.000 |

| 9. März 1959 | UdSSR Wiktor Prjaschnikow (4.) Jewgeni Groschew (25.) Igor Dekonski (44.) Wiktor Prjaschnikow (60.) Jewgeni Groschew (60.) | 5:1 (1:0,1:0,3:1) | USA Eugene Grazia (52.) | Prag Zuschauer: 13.160 |

| 9. März 1959 | Tschechoslowakei Karel Gut (2.) Jaroslav Jiřík (4.) Miroslav Vlach (13.) Jozef Golonka (45.) | 4:1 (3:0, 0:1, 1:0) | Schweden Erling Lindström (29.) | Prag Zuschauer: 13.181 |

| 10. März 1959 | Tschechoslowakei Karol Fako (1.) Jaroslav Volf (7.) Miroslav Vlach (9., 22.) Jaroslav Volf (25., 37.) Stanislav Bacílek (41.) Karel Gut (49.) | 8:2 (3:1, 3:0, 2:1) | Finnland Jouni Seistamo (18.) Teppo Rastio (60.) | Prag Zuschauer: 12.000 |

| 10. März 1959 | USA Dick Meredith (2.) Bill Cleary (12.) Dick Meredith (24.) Bill Cleary (30., 38.) B. Turk (45.) Eugene Grazia (58.) | 7:1 (2:0, 3:0, 2:1) | Schweden Ronald Pettersson (45.) | Prag Zuschauer: 13.000 |

| 11. März 1959 | USA Bill Cleary (5.) Paul Johnson (8.) B. Turk (13.) Paul Johnson (15.) Bill Cleary (19.) Tommy Williams (25.) Paul Johnson (34.) John Newkirk (44.) Bob Cleary (47.) Weldon Olson (50.) | 10:3 (5:2, 2:0, 3:1) | Finnland Heino Pulli (9.) J. Wallsten (16.) Teppo Rastio (60.) | Prag Zuschauer: 13.180 |

| 11. März 1959 | Kanada Denis Boucher (9.) Maurice Benoit (13.) Ike Hildebrand (50.) | 3:1 (2:0, 0:0, 1:1) | UdSSR Wiktor Jakuschew (53.) | Prag Zuschauer: 13.180 |

| 12. März 1959 | Kanada Wayne Brown (8.) George Gosselin (22.) Bart Bradley (23.) Ike Hildebrand (51.) Lou Smrke (54.) | 5:0 (1:0, 2:0, 2:0) | Schweden | Prag Zuschauer: 13.180 |

| 12. März 1959 | Tschechoslowakei Jozef Golonka (13.) Jaroslav Jiřík (29.) Ján Starší (38.) | 3:4 (1:2, 2:0, 0:2) | UdSSR Weniamin Alexandrow (4.) Alexei Guryschew (6.) Juri Krylow (44.) Wiktor Jakuschew (50.) | Prag Zuschauer: 13.180 |

| 13. März 1959 | Schweden Anders Andersson (1.) Lars-Eric Lundvall (4.) | 2:1 (2:0, 0:1, 0:0) | Finnland Yrjö Hakala (39.) | Prag Zuschauer: 07.000 |

| 13. März 1959 | Tschechoslowakei Bohumil Prošek (34.) Jozef Golonka (42.) | 2:4 (0:1, 1:3, 1:0) | USA Weldon Olson (13.) Dick Meredith (31.) Rod Paavola (34.) Paul Johnson (36.) | Prag Zuschauer: 13.180 |

| 14. März 1959 | Kanada Denis Boucher (13.) Ike Hildebrand (32.) Lou Smrke (43.) Eigentor (46.) | 4:1 (1:0, 1:0, 2:1) | USA B. Turk (59.) | Prag Zuschauer: 13.180 |

| 14. März 1959 | UdSSR Alexei Guryschew (3.) Juri Baulin (8.) Iwan Tregubow (14.) Wenjamin Alexandrow (16.) Alexei Guryschew (46.) Nikolai Snetkow (55.) | 6:1 (4:0, 0:1, 2:0) | Finnland Jouni Seistamo (40.) | Prag Zuschauer: 8.000 |

| 15. März 1959 | UdSSR Weniamin Alexandrow (34., 38.) Juri Baulin (45.) Wiktor Prjaschnikow (46.) | 4:2 (0:2, 2:0, 2:0) | Schweden Ronald Pettersson (3.) Sigurd Bröms (12.) | Prag Zuschauer: 13.180 |

| 15. März 1959 | Tschechoslowakei Ján Starší (9.) Jaroslav Volf (20.) Bart Bradley (40.) Ján Starší (47.) Miroslav Vlach (59.) | 5:3 (2:0, 1:1, 2:2) | Kanada Pete Conacher (29.) Bart Bradley (43.) Red Berenson (53.) | Prag Zuschauer: 13.180 |

Abschlusstabelle
| RF | Team               | Sp | Sg | Un | NL | Tore  | TD  | Pkte. |
| -- | ------------------ | -- | -- | -- | -- | ----- | --- | ----- |
| 1  | Kanada             | 5  | 4  | 0  | 1  | 21: 7 | +14 | 8: 2  |
| 2  | UdSSR              | 5  | 4  | 0  | 1  | 20:10 | +10 | 8: 2  |
| 3  | Tschechoslowakei + | 5  | 3  | 0  | 2  | 22:14 | + 8 | 6: 4  |
| 4  | USA +              | 5  | 3  | 0  | 2  | 23:15 | + 8 | 6: 4  |
| 5  | Schweden           | 5  | 1  | 0  | 4  | 6:21  | −15 | 2: 8  |
| 6  | Finnland           | 5  | 0  | 0  | 5  | 7:32  | −25 | 0:10  |

+ der Torquotient entschied für die Tschechoslowakei

### Abschlussplatzierung der Europameisterschaft
| RF | Team             |
| -- | ---------------- |
| 1  | UdSSR            |
| 2  | Tschechoslowakei |
| 3  | Schweden         |
| 4  | Finnland         |
| 5  | BR Deutschland   |
| 6  | Norwegen         |
| 7  | DDR              |
| 8  | Italien          |
| 9  | Polen            |
| 10 | Schweiz          |

Eishockey-Europameister 1959

 UdSSR

## B-Weltmeisterschaft (Europäisches Kriterium)
Jugoslawien zog seine Mannschaft kurzfristig zurück. Diese wurde durch die tschechoslowakische Juniorenmannschaft ersetzt, deren Spielergebnisse nicht in die Wertung eingingen.

### Spiele
| 5. März 1959 | Tschechoslowakei Jr. Vimr (2) Karas | 3:0 (1:0, 1:0, 1:0) | Rumänien | Prag Zuschauer: 6.000 |

| 6. März 1959 | Ungarn Palotás Lőrincz I. | 3:2 (2:0, 1:0, 0:2) | Österreich Rudolf Monitzer | Pilsen Zuschauer: 4.000 |

| 7. März 1959 | Tschechoslowakei Jr. Valtr (4) Lindauer (2) Skopa (2) Lukáš Maixner Cagaš Petr Kvasnica Karas Hejtmánek Kertész (ung. Eigentor) Palotás (ung. Eigentor) | 17:2 (6:0, 9:2, 2:0) | Ungarn Lőrincz Patocs II | Prag Zuschauer: 1.500 |

| 8. März 1959 | Rumänien Takacs Szabo I. Ferenczi Cozan Dezideriu Varga | 5:2 (1:0, 1:0, 3:2) | Österreich Rudolf Monitzer Walter Znenahlik | Pilsen Zuschauer: 1.000 |

| 9. März 1959 | Tschechoslowakei Jr. Skopal (3) Hejtmánek Lindauer Špaček Kvasnica | 7:1 (1:0, 1:1, 5:0) | Österreich Rudolf Monitzer | Prag Zuschauer: 4.000 |

| 10. März 1959 | Rumänien Csaka Szabo I. Szabo II. Dezideriu Varga Andrei Raduc | 7:2 (0:1, 5:0, 2:1) | Ungarn Borocsi Viktor Zsitva | Prag Zuschauer: 1.000 |

### Abschlusstabellen
|   | Team                       | Sp | Sg | Un | NL | Tore  | TD  | Pkt |
| - | -------------------------- | -- | -- | -- | -- | ----- | --- | --- |
| 1 | Tschechoslowakei Junioren1 | 3  | 3  | 0  | 0  | 27:03 | +24 | 6   |
| 2 | Rumänien                   | 3  | 2  | 0  | 1  | 12:07 | +05 | 4   |
| 3 | Ungarn                     | 3  | 1  | 0  | 2  | 07:26 | −19 | 2   |
| 4 | Österreich                 | 3  | 0  | 0  | 3  | 05:15 | −10 | 0   |

1 außer Konkurrenz
|   | Team       | Sp | Sg | Un | NL | Tore  | TD | Pkt |
| - | ---------- | -- | -- | -- | -- | ----- | -- | --- |
| 1 | Rumänien   | 2  | 2  | 0  | 0  | 12:04 | +8 | 4   |
| 2 | Ungarn     | 2  | 1  | 0  | 1  | 05:09 | −4 | 2   |
| 3 | Österreich | 2  | 0  | 0  | 2  | 4:08  | −4 | 0   |

| Sieger der B-Weltmeisterschaft 1959: | Rumänien |

### Abschlussplatzierung und Mannschaftskader
| Platzierung    | Mannschaft       | Spieler |
| -------------- | ---------------- | --- |
| Goldmedaille   | Kanada           | Gordon Bell, Marv Edwards, Jean-Paul Lamirande, Floyd Crawford, Al Dewsbury, Maurice Benoit, Davey Jones, J. P. Payette, John McLellan, Wayne Brown, Lou Smrke, Red Berenson, Denis Boucher, George Gosselin, Ike Hildebrand, Pete Conacher, Bart Bradley, Fiori Goegan Trainer: Ike Hildebrand                                                            |
| Silbermedaille | UdSSR            | Nikolai Putschkow, Jewgeni Jorkin – Nikolai Sologubow, Iwan Tregubow, Genrich Sidorenkow, Dmitri Ukolow, Nikolai Snetkow – Konstantin Loktew, Wenjamin Alexandrow, Juri Pantjuchow – Juri Krylow, Alexei Guryschew, Wiktor Prjaschnikow – Igor Dekonski, Jewgeni Groschew, Wiktor Jakuschew – Juri Baulin Trainerstab: Anatoli Tarassow, Wladimir Jegorow  |
| Bronzemedaille | Tschechoslowakei | Tor: Vladimír Nadrchal, Jiří Kulíček Verteidiger: Karel Gut (C), František Tikal, Rudolf Potsch, Stanislav Bacílek, Jan Kasper Angreifer: Ján Starší, Karol Fako, Miroslav Vlach – Jaroslav Volf, Jozef Golonka, Jaroslav Jiřík – Bohumil Prošek, František Vaněk, Josef Černý – Miroslav Rys Trainer: Vlastimil Sýkora                                    |
| 4.             | USA              | Paul Johnson, Tommy Williams, Dick Meredith, Weldon Olson, Robert Cleary, J. Westbye, B. Turk, William Cleary, B. Owen, Gene Grazia, John Newkirk, Rodney Paavola |
| 5.             | Schweden         | Hans Mild, Carl-Göran Öberg, Lars-Eric Lundvall, Hans Svedberg, Ronald Petterson, Roland Stoltz, Sigurd Bröms, Anders Andersson, Göran Lysén, Gösta Westerlund |
| 6.             | Finnland         | Raimo Kilpiö, Teppo Rastio, Jorma Salmi, Yrjö Hakala, Juhani Wahlsten, Jouni Seistamo, Heino Pulli, Pertti Nieminen |
| 7.             | BR Deutschland   | Tor: Ullrich Jansen Verteidiger: Paul Ambros, Ernst Eggerbauer, Leonhard Waitl, Hans Huber Angreifer: Markus Egen, Hans Rampf, Max Pfefferle, Kurt Sepp, Ernst Trautwein, Xaver Unsinn, Horst Schuldes, Siegfried Schubert, Georg Eberl, Alois Mayr |
| 8.             | Norwegen         | Tor: Knut Nygaard, Lorang Wiflat Verteidiger: Roar Bakke, Henrik Petersen, Egil Bjerklund, Thor Gundersen Angreifer: Olav Dalsøren, Christian Petersen, Georg Smefjell, Roar Bakke, Willy Walbye, Per Schjerwen Olsen, Einar Bruno Larsen, Terje Hellerud, Per Moe, Midfether                                                                              |
| 9.             | DDR              | Tor: Walter Kindermann Verteidiger: Horst Heinze, Heinz Kuczera, Dieter Greiner, Werner Künstler Angreifer: Werner Heinicke, Erich Novy, Kurt Stürmer, Joachim Ziesche, Hans Frenzel, Gerhardt Klügel, Manfred Buder, Joachim Franke, Hans-Joachim Rudert, Wolfgang Blümel,                                                                                |
| 10.            | Italien          | Tor: Vittorio Bolla, Giuliano Ferraris Verteidiger: Carmine Tucci, Giuseppe Zandegiacomo, Gianfranco Da Rin, Enrico Bacher, Igino Larese Fece Angreifer: Ernesto Crotti, Giampiero Branduardi, Bruno Frison, Giovanni Furlani, Bernardo Tomei, Giulio Oberhammer, Alberto Da Rin, Giorgio Zerbetto, Giancarlo Agazzi, Alfredo Coletti Trainer: Bill Cupolo |
| 11.            | Polen            | Tor: Władysław Pabisz Verteidiger: Stanisław Olczyk, Kazimierz Chodakowski, Henrik Regula, Marian Zawada Angreifer: Jozef Kurek, Janusz Zawadzki, Bronisław Gosztyla, Marian Jezak, Simon Janiczko, Augustyn Skórski, S. Skotnicki, Jerzy Ogórczyk, Sylwester Wilczek, Andrzej Fonfara, Kazimierz Malysiak                                                 |
| 12.            | Schweiz          | Tor: René Kiener, Jean Ayer Verteidiger: Kurt Nobs, Bruno Gerber, Sepp Weingärtner, Emil Handschin Angreifer: Bernhard Bagnoud, Peter Stammbach, Franz Berri, Hans-Martin Sprecher, Otto Schläpfer, Georg Rietsch, Hans Pappa, Michel Wehrli, Roger Chappot                                                                                                |
| 13.            | Rumänien         | Iosef Sofian - Geza Szabo, Iuliu Szabo, Nicolae Andrei, Zoltán Czáka, Dezső Dezideriu Varga, István Takács, Ion Ferencz, Raduc, Anton Biró |
| 14.            | Ungarn           | Imre Andorka , Lajos Pozsonyi - György Patócs, Jozsef Baban, Béla Martinuzzi, Róbert Havas, János Palotas, Ferenc Lőrincz, Gábor Boróczi, Balázs Kenderesi, Jozsef Kertesz, Viktor Zsitva, János Zima, György Grimm, László Simon, Péter Patócs, Lájos Koutny                                                                                              |
| 15.            | Österreich       | Alfred Huber, Werkl - Jakob Küchl, Hermann Knoll, Bachura, Thielmann, Mair, Walter Znenahlik, Rudolf Monitzer, Steiner, Wechselberger, Winkler, Adolf Bachler, Tischer, Wolfgang Jöchl, Eberl, Springer |